# Центральная площадь (Находка)
Центральная площадь — название автомобильного кольца в административно-деловом центре города Находки, на пересечении Находкинского проспекта и улицы Портовой.
Возникла в 1930-е годы на возвышенном участке улицы Деловой. По сторонам площади размещалась малоэтажная застройка, на месте городской администрации находился, помимо прочего, деревянный одноэтажный дом начальной школы. В 1930—1940-е годы площадь была вымощена морской галькой, позже плоскими камнями, с открытием Находкинского проспекта в 1950 году заасфальтирована.
По воспоминаниям В. Пантюхова, на месте городской администрации прежде располагался фотосалон и клуб офицеров, где магазин «Татьяна» — столовая и деревянный спортивный магазин; в одном здании в форме буквы «П», стоявшем ближе к памятнику Ленину, помещались горисполком, райкомы КПСС и ВЛКСМ, Госбанк; на месте кинотеатра «Буревестник» (открыт в 1954 году) находилась милиция. По воспоминаниям Ушаковой, приехавшей в Находку около 1957 года, в центральном районе стоял кинотеатр «Строитель», Дом офицеров и несколько каменных домов. По воспоминаниям Н. И. Щербаковой, там, где потом построили здание горкома партии, прежде стоял деревянный клуб.
В советское время на площади проходили праздничные демонстрации 1 Мая и 7 Ноября. В 1986 году с трибуны горисполкома выступал Михаил Горбачёв (выступление снято в фильме «Дальний Восток. Сегодня и завтра»). В 1990-е годы на площади перед городской администрацией проходили митинги учителей и врачей с требованием выплаты задолженности по заработной плате. По двум сторонам расположены автобусные остановки, на которых останавливается большинство городских маршрутов.
Со стороны Делового центра «Находка» к площади прилегает сквер с памятником Ленину известного скульптора Аникушина (установлен в 1984 году).
Здания:
- Администрация городского округа (1960-х гг., проект «Приморгражданпроекта»)
- Дума городского округа (1950-е гг.)
- Налоговая инспекция (1960-х гг., проект «Приморгражданпроекта», бывшая гостиница «Восток»)
- Деловой центр «Находка»
- Деловой центр «Буревестник»